# Женщины в Бахрейне

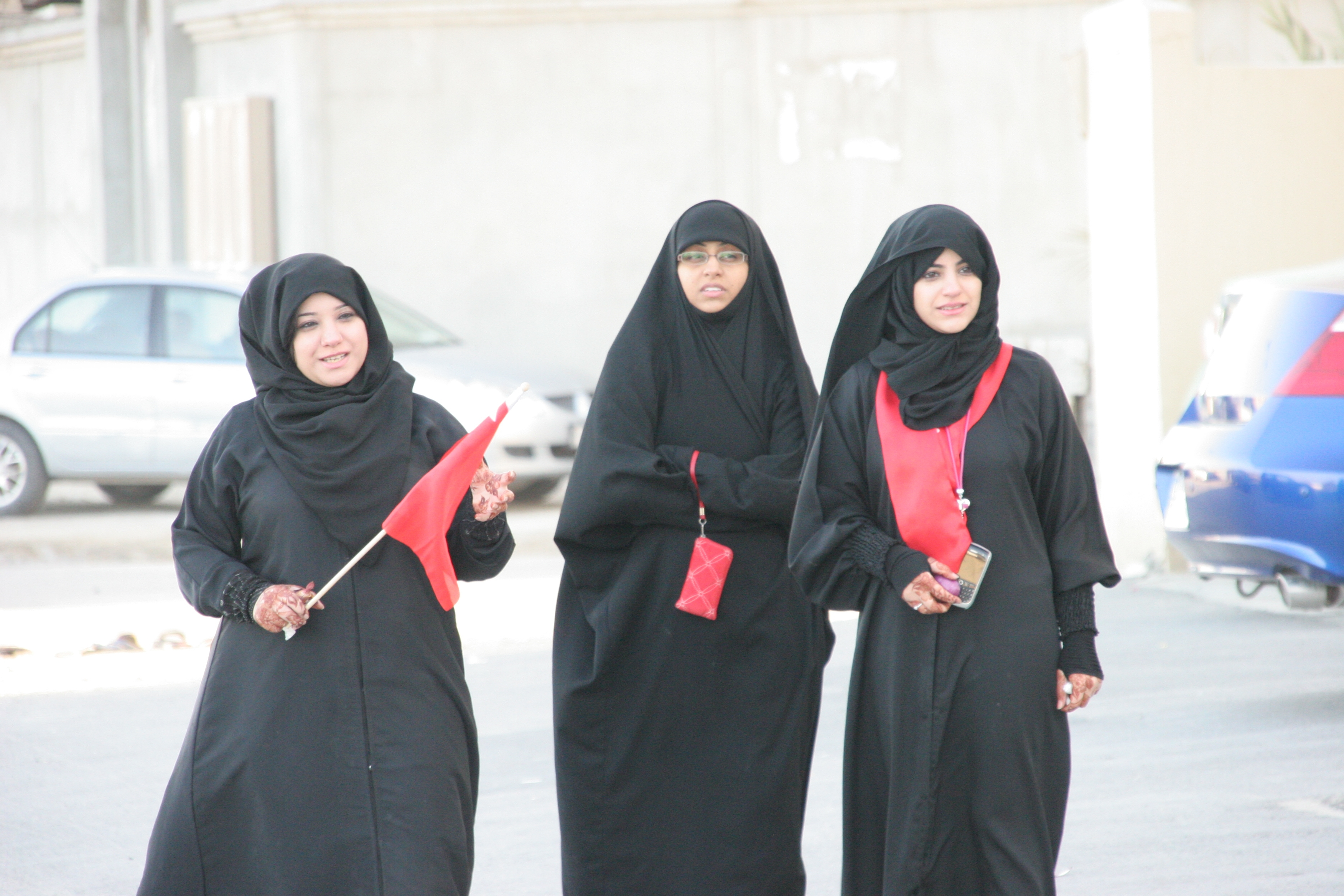
Женщины Бахрейна в хиджабах

Женщины в Бахрейне подвергаются дискриминации во всех аспектах своей жизни, а их личные свободы жестко ограничиваются как законами Бахрейна, так и бахрейнским обществом в целом. Лишь четверть женщин в Бахрейне работают вне домашнего хозяйства. Женский день в Бахрейне ежегодно отмечается 1 декабря.

## Традиционный наряд
Традиционная женская одежда в Бахрейне состоит из галабеи, длинного свободного платья, которое часто носят как домашнюю одежду. Бахрейнские женщины могут практиковать мухташиму («скромность») — ношение накидки, частично закрывающей волосы, или мухаджибу — хиджаба, полностью закрывающего волосы.

## Роли в обществе
Ещё в 1960-е годы (и ранее в прошлом) роль бахрейнских женщин зависела от роли или работы их мужей. Например, ожидалось, что женщины, вышедшие замуж за рыбаков, будут помогать своим мужьям в их профессии в качестве чистильщиц рыбы и продавщиц рыбы, а женщины, вышедшие замуж за фермеров, будут помогать им в поле и в продаже продукции. В городах женщинам традиционно поручали выполнять работу по дому и присматривать за детьми. Состоятельные бахрейнские женщины, как правило, нанимали прислугу, чтобы она выполняла за них повседневную работу. Кроме того, женщины Бахрейна известны своей традиционной вышивкой. Этот навык отражает культуру и наследие Бахрейна.
За последние тридцать лет или около того у женщин в Бахрейне была возможность отклониться от выполнения традиционной женской роли. Они смогли добиться карьерных возможностей в области образования, сестринского дела и других должностей, связанных со здравоохранением, финансами, в канцелярских должностях, лёгкой промышленности, банковской деятельности и ветеринарии, а также в ряде других.

## Ролевые модели
Одним из факторов, повлиявших на бахрейнских женщин относительно важности образования и моды в одежде, стала группа американских миссионеров из Брансуика, штат Нью-Джерси, прибывших в Бахрейн в конце 1890-х годов, а также первых учительниц-экспатрианток из Египта и Ливана. Первая светская школа для женщин в Бахрейне, Аль-Хадиджа Аль-Кубра, была основана в 1928 году.

## Образование
В 1950-х годах первая группа бахрейнских женщин отучилась в Каире и Бейруте, чтобы стать учительницами и директрисами школ в Бахрейне. Первая школа медсестёр на базе больницы в Бахрейне была основана в 1959 году. Женщины могли изучать медицину и смежные области в Иордании, Бейруте и Египте, после получения образования они могли работать заведующими кафедрами, деканами колледжей и университетов и профессорами.
Бахрейн также был первым государством Персидского залива, в котором в 1965 году появились общественные организации для женщин. В 2005 году Королевский женский университет (RUW) стал первым частным международным университетом в Бахрейне, занимающимся обучением женщин страны.

## Права женщин

### Политические права
В 2002 году поправка к Конституции Бахрейна предоставила женщинам Бахрейна право голоса и право баллотироваться на национальных выборах. Бахрейн стал второй страной в Персидском заливе, предоставившей это право. Двумя годами ранее Мариам аль-Джалахма, Баия аль-Джиши, Алис Самаан и Мона аль-Заяни были первыми четырьмя женщинами, назначенными в Консультативный совет.
Женщины впервые проголосовали и баллотировались на муниципальных выборах, состоявшихся в 2002 году. Среди 300 кандидатов была 31 женщина, все они проиграли.
Кроме того, ни одна женщина не была избрана на всеобщих выборах в Бахрейне в 2002 году. После этого провала шесть кандидаток были назначены в Консультативный совет.
Квазиправительственная женская группа, Верховный совет по делам женщин, подготовила кандидаток для участия во всеобщих выборах в Бахрейне в 2006 году. На тех выборах Латифа Аль Гауд стала первой женщиной-депутатом после технической победы. После дополнительных выборов 2011 года число депутаток выросло до четырёх.
Когда Бахрейн в 2006 году был избран главой Генеральной Ассамблеи Организации Объединённых Наций, он назначил адвоката и активистку за права женщин Хайю бинт Рашид Аль Халифу президентом Генеральной Ассамблеи Организации Объединённых Наций, что сделало её третьей женщиной в истории, возглавившей эту всемирную организацию. Активистка Гада Джамшир заявила: «Правительство использовало права женщин как декоративный инструмент международного уровня». Она назвала реформы «искусственными и маргинальными» и обвинила правительство в «препятствовании созданию неправительственных женских обществ». В 2008 году Худа Нону была назначена послом в США, что сделало её первым послом еврейской национальности от какой-либо арабской страны. В 2011 году Алиса Самаан, христианка, была назначена послом в Великобритании.
На всеобщих выборах в Бахрейне в 2014 году лишь небольшое количество женщин было избрано в обе палаты.

### Домашнее насилие
В Бахрейне нет законов, защищающих женщин от домашнего насилия.